# Обладатель информации
Обладатель информации — лицо, самостоятельно создавшее информацию либо получившее на основании закона или договора право разрешать или ограничивать доступ к информации, определяемой по каким-либо признакам.

## Сущность термина
Обладатель информации — наряду с пользователем и информационным посредником — один из субъектов информационного права.
В качестве обладателя информации может выступать любое лицо: физическое лицо, юридическое лицо или публично-правовое образование.
Физическое лицо может выступать в качестве обладателя информации при условии, что обладает дееспособностью. При этом в гражданско-правовой сфере лица в возрасте от 14 до 18 лет могут самостоятельно реализовывать права обладателя информации, которую они самостоятельно создали.
Юридическое лицо может исполнять права и обязанности обладателя информации с соблюдением положений о правоспособности. Иными словами, оно может иметь гражданские права, соответствующие целям деятельности, предусмотренным в его учредительном документе (как правило, в уставе).
Коммерческие организации могут иметь гражданские права, необходимые для осуществления любых видов деятельности, не запрещенных законом (статья 49 Гражданского кодекса Российской Федерации).
В случае если в качестве обладателя информации выступает некоммерческая организация, реализация отдельных прав (например, использование информации) не должна противоречить целям, предусмотренным в учредительных документах данной организации.
Публично-правовое образование также может выступать обладателем информации. Однако в отличие названных ранее физического лица и юридического лица, полномочия обладателя информации осуществляют не публично-правовые образования, а их соответствующие органы власти — органы государственной власти и органы местного самоуправления в пределах их полномочий, установленных соответствующими нормативными правовыми актами.
Например, согласно статье 27 Федерального закона «О недрах» от имени субъекта Российской Федерации правомочия обладателя геологической информации о недрах осуществляются уполномоченным органом исполнительной власти субъекта Российской Федерации.

## Права обладателя информации
- Право устанавливать режим доступа к информации

Обладатель информации вправе определять условия реализации другими лицами возможности её получения и использования. При этом осуществление данного права ограничено положениями федеральных законов. Например, к коммерческой тайне не могут быть отнесены сведения учредительных документов организации.
- Право использовать, в том числе распространять, информацию по своему усмотрению

Данное право будет иметь самостоятельную ценность только в том случае, если информация не является общедоступной — обладатель информации установил ограничения на доступ к ней или такие ограничения установлены в федеральном законе.
- Право передавать информацию другим лицам по договору или на ином установленном законом основании

Передача информации по договору как реализация правомочия обладателя информации может иметь место при заключении договора по поводу информации, не являющейся охраноспособным объектом интеллектуальной собственности.
- Право защищать установленными законом способами свои права в случае незаконного получения информации или её незаконного использования иными лицами

Перечень прав обладателя информации не является исчерпывающим. Статья 6 Федерального закона «Об информации, информационных технологиях и о защите информации» предусматривает возможность осуществления иных действий с информацией или разрешения осуществления таких действий

## Обязанности обладателя информации
Обладатель информации при осуществлении своих прав обязан:
1) Соблюдать права и законные интересы иных лиц.
Данная обязанность является общей для любых лиц, которые наделены какими-либо правами, и следует из смысла части 3 статьи 17 Конституции РФ: «осуществление прав и свобод человека и гражданина не должно нарушать права и свободы других лиц».
2) Принимать меры по защите информации.
Принятие подобных мер может быть необходимым для охраны информации от уничтожения, модификации и иных нежелательных действий, а также для обеспечения доступа к ней третьих лиц.
3) Ограничивать доступ к информации, если такая обязанность установлена федеральными законами.

## Интересные факты
- Термин «обладатель информации» пересекается с термином «правообладатель», который содержится в части четвёртой ГК РФ и обозначает лицо, обладающее исключительным правом на результат интеллектуальной деятельности или средство индивидуализации. При этом данные термины не являются тождественными: не любая информация представляет собой охраняемый результат интеллектуальной деятельности или средство индивидуализации[3].

- В действующем законодательстве России нет положений о праве собственности на информацию и собственнике информации — в настоящее время господствует позиция о невозможности установления права собственности на информацию как нематериальный объект. При этом некоторые исследователи придерживаются иной точки зрения[4].

- Обладатель информации, ставшей общедоступной по его решению, вправе требовать от лиц, распространяющих такую информацию, указывать себя в качестве источника такой информации.

- Для самостоятельной реализации в гражданско-правовой сфере прав обладателя информации несовершеннолетними в возрасте от 14 до 18 лет, возникших в силу договора, необходимо наличие полной дееспособности (исключение — случаи, когда данный договор может подпасть под одну из допустимых для несовершеннолетних лиц сделок).

- Круг лиц, которые могут выступать в качестве обладателя информации, идентичен кругу лиц, которые могут выступать в качестве субъектов гражданского права.

- Согласно действующему законодательству интернет-сервисы не становятся обладателями информации в отношении сведений, содержащихся в сообщениях пользователей электронной почты, или в отношении информации, которую пользователи хранят с помощью этого сервиса. Кроме того, она позволяет рассматривать отправку информации на личный адрес электронной почты гражданина в качестве нарушения прав обладателя информации, принявшего все меры для исключения несанкционированного доступа третьих лиц к этой информации[5].

- Имущественные права на информацию, являющиеся субъективными гражданскими правами, появляются не автоматически с момента создания информации, а возникают при определённых условиях, основным из которых является наличие экономической значимости (имущественной ценности) соответствующей информации[6].